# قاموس اللغة الإنجليزية القديمة

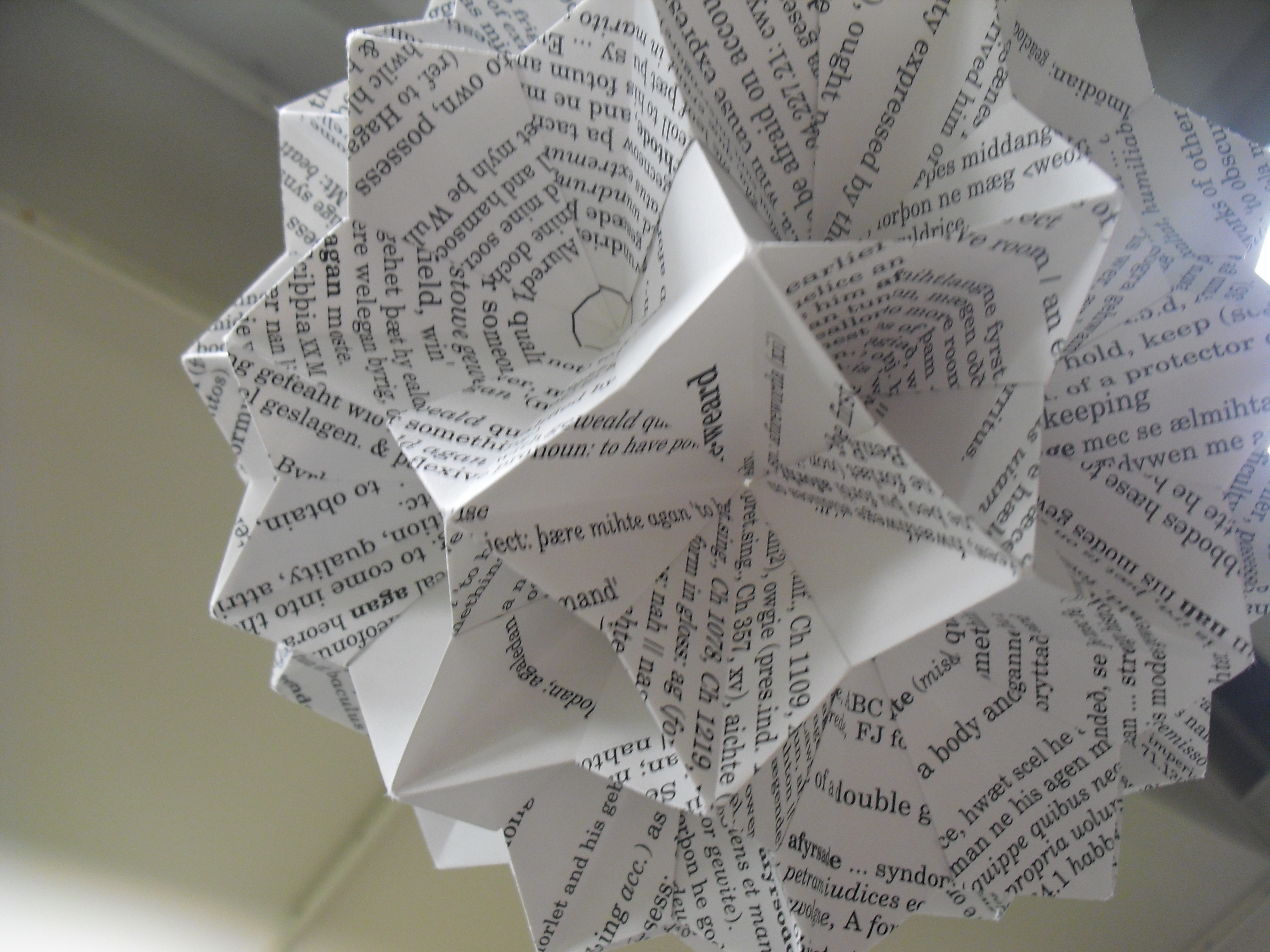

قاموس اللغة الإنجليزية القديمة (DOE) هو عبارة عن قاموس للغة الإنجليزية القديمة، وقد تم نشره في مركز الدراسات للعصور الوسطى، بجامعة تورنتو، تحت إشراف أنجوس كاميرون، وأشلي كرانديل أموس وأنتونيتي ديبولو هيلي. وما هو الا مكمل لقاموس أوكسفورد الإنجليزية، شامل الإنجليزية الحديثة والإنجليزية والوسطى.

## نبذة
قاموس اللغة الإنجليزية القديمة لا يزال قيد الإنتاج. مع نشر الإدخالات ضمنه I في سبتمبر من عام 2018، تم نشر إدخالات الحروف الابجدية AI من الأبجدية الإنجليزية القديمة والتي تتكون من 24 حرفًا (فعلى الرغم من أن القاموس لا يحتوي على إدخال لـ J ونشر الإدخالات لـ K في في نفس وقت إلادخالات I ، فقد غطت من الناحية الفنية AK ، وستكون الرسالة التالية التي سيتم نشرها فيه L.

## التطور
استفاد قاموس اللغة الإنجليزية القديمة من استخدام التكنولوجيا الرقمية على نطاق واسع جدا، ويستند القاموس إلى مجموعة من نسخة واحدة على الأقل من كل نص معروف على قيد الحياة مكتوب باللغة الإنجليزية القديمة. 
تم وضع قاموس اللغة الإنجليزية القديمة في عام 1968 كبديل لقاموس بوسورث-تولر الأنجلو ساكسوني، والذي تم جمعه في وقت كانت فيه دراسة اللغة الإنجليزية القديمة وتقنيات المعاجم أقل تقدمًا مما هو عليه الآن.
ففي البداية، كان المحررون مهتمين بالتطبيق المحتمل لتكنولوجيا الكمبيوتر على مهمة تجميع القاموس، واستناد نص القاموس إلى مجموعة. نُشرت في خطة قاموس عام 1973. والذي كان من المتوقع في الأصل أن يتم بدأ العمل على القاموس في عام 1976 وسيبدأ القاموس في الظهور في الكراسات بعد ذلك بوقت قصير.

## النشر
لم يتم نشر الكراسة الأولى حتى عام 1986، وكانت تغطي الكلمات التي تبدأ بالحرف D. حتى تم الوصول إلى الحرف G في عام 2008. واعتبارا من مارس 2015 نُشرت إدخالات 8 من 24 حرفًا من الأبجدية الإنجليزية القديمة AH ، مع كتابة أكثر من 60 ٪ من إجمالي الإدخالات. الرسالة التي تم إصدارها في سبتمبر 2018.

## الأنواع
القاموس متاح في ثلاثة أشكال، كما يتوفر القاموس بتنسيقين، وعند الطلب من أرشيف النصوص بجامعة أكسفورد يمكن ان توفر لك نسخة محوسبة من الإصدار القديم وهي قابلة للاستخدام مجانا في التعليم أو البحث.

## وصلات خارجية
- مترجم من الإنجليزية إلى الإنجليزية العتيقة
- The Electronic Introduction to Old English - مقدمة في الإنجليزية العتيقة
- First steps in Old English - درس للمبتدئين في الإنجليزية العتيقة
- حروف ابجدية الإنجليزية العتيقة
- Bosworth & Toller, An Anglo-Saxon dictionary - قاموس الإنجليزية العتيقة
- Bosworth & Toller, An Anglo-Saxon dictionary Application - تحميل قاموس الإنجليزية العتيقة